# 이스라엘 공항공사
이스라엘 공항공사(히브리어: רשות שדות התעופה בישראל, Reshut Sdot HaTe'ufa BeYisra'el; 아랍어: سلطة المطارات في إسرائيل)는 이스라엘의 공항과 국경검문소를 관리하는 공기업이다.
1977년 이스라엘 공항공사법에 따라 설립되었고, 본부는 벤구리온 국제공항에 있다.

## 시설

### 공항
- 벤구리온 공항
- 라몬 공항
- 하이파 공항
- 헤르츨리야 공항
- 로시 피나 공항

### 국경검문소
이집트
- 케렘 샬롬 국경검문소
- 니차나 국경검문소
- 타바 국경검문소

요르단
- 알렌비 다리
- 요르단 강 국경검문소

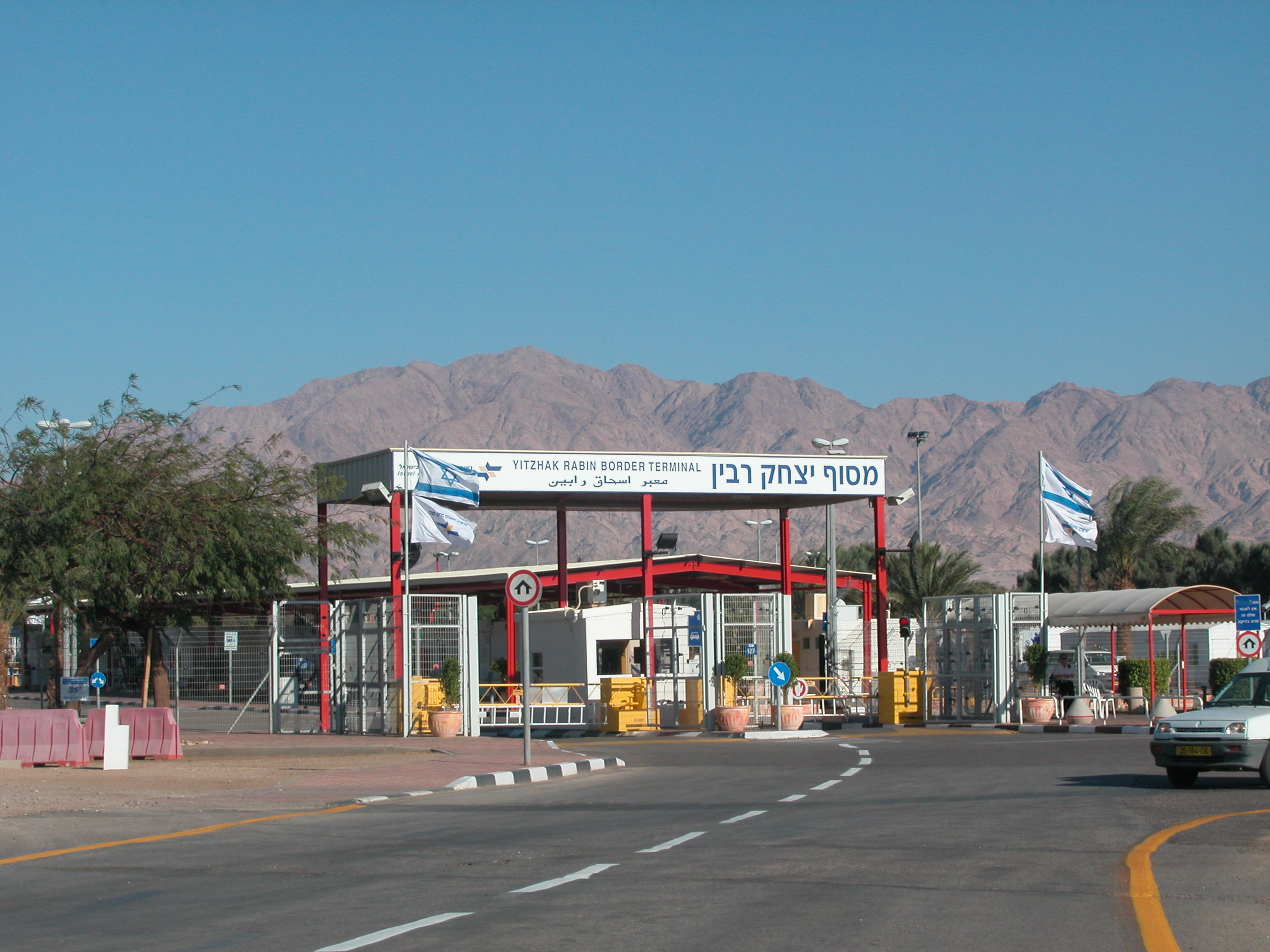
이츠하크 라빈 국경검문소

- 이츠하크 라빈 국경검문소 (와디 아라바 검문소)